# Webchat
 (septembre 2020).
Si vous disposez d'ouvrages ou d'articles de référence ou si vous connaissez des sites web de qualité traitant du thème abordé ici, merci de compléter l'article en donnant les références utiles à sa vérifiabilité et en les liant à la section « Notes et références ».
Un webchat est un système informatique accessible depuis un navigateur web qui permet à ses utilisateurs de communiquer entre eux en temps réel. Ce système est un type particulier de messagerie instantanée qui se distingue par sa simplicité et son accessibilité aux utilisateurs ne souhaitant pas installer ni apprendre un logiciel client spécialisé de messagerie instantanée (ex: client IRC).

## Historique
L'histoire des webchats se caractérise par l'évolution des technologies web sous-jacentes.

### Pages HTML générées dynamiquement
Les premiers site de webchat proposaient une interface simple construite à partir de pages web générées dynamiquement, par exemple à partir de PHP, ASP ou encore ColdFusion. L'utilisation de pages HTML permettait aux sites de chats d'agrémenter les discussions des utilisateurs à l'aide de couleurs, de liens et encore d'images, donnant à l'ensemble un aspect davantage Multimédia que les services purement textuel tel qu'IRC.
Cependant, l'inconvénient majeur des webchats HTML résidait dans leur interactivité très réduite. Chaque message envoyé faisait l'objet d'une soumission de formulaire HTML et en conséquence d'un temps de chargement important, ce qui impliquait un délai gênant entre le moment où un utilisateur envoyait un message et pouvait saisir un nouveau message. La réception des messages envoyés nécessitait également une fréquence élevée de rafraîchissement de page, fréquence qui perturbait par ailleurs le bon fonctionnement des navigateurs web.
Pour ces raisons, les webchats basés sur la technologie de pages HTML générées dynamiquement est largement tombé en désuétude de nos jours.

### Applets Java
En 1995, avec la première version du langage Java, furent introduites les applets java, qui permettent d'exécuter des programmes Java à l'intérieur d'un navigateur web. La robustesse du langage Java et ses fonctionnalités graphiques et réseaux avancées en firent une technologie de choix pour la création de webchats. Encore très largement utilisée de nos jours, la technologie des applets Java souffre tout de même de deux inconvénients majeurs :
- un temps de chargement initial de l'applet relativement long,
- en particulier pour les webchats qui se veulent facilement accessibles, la technologie Java n'est pas présente par défaut sur tous les navigateurs web, et oblige donc l'utilisateur à procéder à l'installation d'une machine virtuelle Java.

En 2000 et en Europe, les connexions internet sont devenues beaucoup plus rapides. Pour cela, les applets JAVA ont été utilisés (et sont parfois encore utilisés de nos jours).

### Ajax, Flash
Depuis 2005, de récentes technologies telles qu'ajax ou Adobe Flash sont utilisées comme technologies principales de nouveaux systèmes de webchat. Bien qu'il persiste quelques inconvénients, tels qu'un support moindre des communications réseaux par les langages JavaScript et ActionScript, les capacités graphiques et d'accessibilité des technologies Ajax ou Flash laissent envisager une augmentation des webchats utilisant ces technologies.
Un nouveau langage de programmation d'Adobe, Flex permet de réaliser des interfaces de ce type assez rapidement avec tous les avantages d'une application client.

## Comparaison avec les autres services de messagerie instantanée
Le webchat représente une portion congrue de l'univers de la messagerie instantanée. Les webchats ne disposent pas du même effet de réseau que les autres services de messagerie instantanée, lesquels deviennent toujours plus utiles et puissants en raison de leur popularité croissante. Néanmoins, l'accessibilité immédiate des webchats reste leur atout principal face aux autres services de messagerie instantanée.

## Logiciels permettant aux webmasters de créer des webchats
- Jappix logiciel libre  (GNU GPL), client de messagerie instantanée pour le réseau standard ouvert Jabber (XMPP), développé en AJAX, et le plus complet à ce jour.
- JWChat logiciel libre (GNU GPL), client de messagerie instantanée pour le réseau standard ouvert Jabber (XMPP), développé en AJAX.
- Spark: logiciel libre (GNU GPL), client de messagerie instantanée pour le réseau standard ouvert Jabber (XMPP), développé en Java.
- Unikity : Développé en Flex et utilisant le réseau standard ouvert Jabber (XMPP).

## Exemples de sites web proposant un Webchat
- Chatroulette
- HipChat
- LiveChat
- Voila

Fermés :
- Google Lively (fermé en 2008).
- Omegle (fermé en 2023).
- Jubii (fermé en 2009).

## Solution de webchats événementiels
Il existe des webchats texte et/ou vidéo sur intranet, internet et réseaux sociaux,. Il est possible de réaliser des émissions virtuelles ou de diffuser des événements en streaming sur n'importe quelle page internet (PC, mobile, tablette).